# 异裂果属
异裂果属（学名：Heteropyxis）又名异蒴果属或大柱头属，属桃金娘目桃金娘科，只有3种，都分布在非洲南部热带地区。

## 特征
本属植物为小乔木，5-7米高；单叶互生，有托叶，有腺点；花有香味，淡黄色或粉红色，花瓣5，花期为12月至3月；果实为蒴果。

## 分类
1981年的克朗奎斯特分类法将其列在桃金娘科，1998年根据基因亲缘关系分类的APG 分类法认为应该单独分出一个科，仍然放在桃金娘目中，2003年经过修订的APG II 分类法维持原分类。2009年APG III分类法将本属放回桃金娘科裸木亚科之中。